# Pavol Vyskočil
Pavol Vyskočil (* 14. prosince 1941) je bývalý slovenský fotbalista.

## Hráčská kariéra
V československé lize hrál za Lokomotívu Košice, aniž by skóroval.

### Prvoligová bilance
| Ročník             | Zápasy | Góly | Minuty | Klub                 |
| ------------------ | ------ | ---- | ------ | -------------------- |
| I. liga 1966/67    | 4      | 0    | 339    | TJ Lokomotíva Košice |
| CELKEM I. ČS. LIGA | 4      | 0    | 339    |                      |